# Alignement de Palaghju
L'alignement de Palaghju est un site préhistorique, regroupant plusieurs alignements mégalithiques et des coffres mégalithiques, situé sur la commune de Sartène en Corse-du-Sud.

## Historique
Le site est mentionné pour la première fois en 1889 par Étienne Michon, qui y dénombre soixante à soixante-dix menhirs répartis en deux groupes. Louis Giraux en signale une dizaine de plus en 1914. Le site subit de nombreuses fouilles clandestines. Roger Grosjean y effectue plusieurs campagnes de fouilles de 1964 à 1968 et porte le nombre de monolithes découverts à deux-cent-cinquante-huit dont trois statues-menhirs qu'il dénomme « Pagliaiu I à III » ; face à l'importance du site, il le qualifie de « laboratoire du mégalithisme corse ».
Le site est classé aux monuments historiques par arrêté du 23 octobre 1974.

## Alignements
Comprenant 258 menhirs, c'est la plus forte concentration de ce type de mégalithe du bassin méditerranéen. Quelques menhirs ont été redressés par Grosjean dans les années 1960 mais la grande majorité sont restés tels qu'ils ont été découverts. Les alignements sont organisés en sept groupes, six orientés nord-sud et un autre est-ouest. Tous les menhirs sont sculptés en forme de silhouette humaine (bien qu'aucun n'aie la tête dégagée), la plupart étant sommairement ébauchés. Les trois statues-stèles comportent des gravures d'attributs guerriers (épée, poignard) ; d'autres gravures visibles pourraient correspondre à des attributs anatomiques.
| Statue-menhir | Hauteur | Épaisseur | Largeur | Décor |
| ------------- | ------- | --------- | ------- | --- |
| Pagliaiu I    | 2,47 m  | 0,64 m    | 0,23 m  | Poignard et épée. Gravures verticales de face sur les bords pouvant représenter les bras. Visage indistinct. Aucun décor au dos. |
| Pagliaiu II   | 2,05 m  | 0,64 m    | 0,31 m  | Épée et poignard, baudrier scapulaire depuis le dos jusqu'à la garde de l'épée.                                                  |
| Pagliaiu III  | 2,25 m  | 0,67 m    | 0,31 m  | Longue épée en partie effacée avec pommeau en arc de cercle. Poignard très effacé.                                               |
| Source        |         |           |         | |

## Coffres mégalithiques
Plusieurs coffres funéraires ont été reconnus par Grosjean au nord et à l'est des alignements mais un seul a survécu au pillage des chercheurs de trésor et a été fouillé par Georges Peretti dans les années 1960. Il se compose de quatre orthostates en granite, régularisées et polies, délimitant un espace d'environ 2 m2. Une des dalles comporte est ornée de trois lignes de petites cupules, avec 11 à 12 cupules par ligne. Certains auteurs y voient des figurations stellaires ou un motif lié au culte de l'eau. Selon une légende, les soirs d'orage ces cupules, appelées E Pile, peuvent permettre de recueillir de l'eau de pluie aux vertus magiques. 
Georges Peretti y a recueilli un petit mobilier archéologique, désormais conservé au musée de Sartène, attribué à l'âge du bronze ancien : une coupe « tulipiforme » à pied avec décor de boutons, une petite coupe à collerette, deux grandes tasses à fond plat et carène haute, un brassard d'archer en pierre polie et le fragment d'un second, une armature de flèche en silex, un fragment de lame de poignard triangulaire à deux rivets, quatre fragments d'un anneau spiralé en argent et un anneau spiralé en or. L'ensemble devait constituer le mobilier d'accompagnement d'une unique inhumation d'un individu probablement masculin durant la première moitié du IIe millénaire av. J.-C.. 